# Scleropactes tristani
Scleropactes tristani är en kräftdjursart som beskrevs av Arcangeli1931. Scleropactes tristani ingår i släktet Scleropactes och familjen Scleropactidae. Inga underarter finns listade i Catalogue of Life.